# Richard Williams (novinář)
Richard Williams (* 1947 Sheffield) je anglický novinář. V šedesátých letech přispíval do hudebního časopisu Melody Maker. Později se stal vlivným kritikem na poli hudby. Následně přispíval do novin, jako byly The Times a Radio Times. V roce 1973 se přestal věnovat žurnalistice a začal pracovat jako A&R pro společnost Island Records. Díky němu tak k této firmě přišli například John Cale a Bryn Haworth. V roce 1971 se stal prvním moderátorem televizního pořadu The Old Grey Whistle Test.